# 疏叶香根芹
疏叶香根芹（学名：Osmorhiza aristata var. laxa）为伞形科香根芹属的变种。分布在印度、克什米尔以及中国大陆的四川、甘肃、西藏、贵州、云南等地，生长于海拔1,600米至3,500米的地区，多生于林下、山沟和河边草地，目前尚未由人工引种栽培。

## 异名
- Osmorhiza aristata (Thunb.) Rydb. var. laxa (Royle ex Lindl.) Constance et Shan